# Como (Mississippi)
Como è un comune (town) degli Stati Uniti d'America della contea di Panola nello Stato del Mississippi. Confina con il delta del Mississippi e si trova nella parte settentrionale dello stato, nota come hill country. La popolazione era di 1,279 persone al censimento del 2010. Si trova in un'area rurale relativamente isolata, che ha lottato con l'eredità della schiavitù, la segregazione e il declino agricolo.

## Geografia fisica
Como è situata a 34°30′48″N 89°56′29″W (34.513343, -89.941290).
Secondo lo United States Census Bureau, ha un'area totale di 1,9 miglia quadrate (4,9 km²).
Si trova 45 miglia (72 km) a sud di Memphis, Tennessee.

## Storia
Verso la metà degli anni 1830, quando il dottor George Tait e sua moglie provenienti dalla Georgia arrivarono nella contea di Panola, comprarono tutta la terra dove oggi si trova il sito di Como. Avevano venduto un piccolo numero di lotti ad altri coloni, ma dovevano viaggiare a Sardis per avere la loro posta. Al fine di avere la propria posta consegnata più vicino, il loro insediamento aveva bisogno di un nome. C'era un negozio situato vicino a un piccolo stagno, e si ritiene che questo abbia ispirato il nome di Como, dal lago di Como, in Italia.

## Società

### Evoluzione demografica
Secondo il censimento del 2000, c'erano 1,310 persone.

### Etnie e minoranze straniere
Secondo il censimento del 2000, la composizione etnica della città era formata dal 26,79% di bianchi, il 71,83% di afroamericani, lo 0,08% di nativi americani, lo 0,61% di altre razze, e lo 0,69% di due o più etnie. Ispanici o latinos di qualunque razza erano l'1,15% della popolazione.